# Escudo de Salás de Pallars

Representación del escudo de armas de Salás de Pallars.

El escudo de armas de Salás de Pallars se describe, según la terminología precisa de la heráldica, por el siguiente blasón:

«Escudo en losange de ángulos rectos: de azur, una águila bicéfala coronada de sable cargando en el pecho un escudete de gules con 3 pajas de oro puestas en banda, y superada de un castillo de oro abierto. Al timbre, una corona mural de villa.»

## Diseño
La composición está formada sobre un fondo en forma de cuadrado apoyado sobre una de sus aristas (escudo de ciudad) según la configuración difundida en Cataluña al haber sido adoptada por la administración en sus especificaciones para el diseño oficial, de color azul (azur), con una carga principal con una representación de una águila bicéfala, con una corona en cada cabeza (coronada) de color negro (sable) con un escudo pequeño (escudete) dentro del águila y sin salir de sus límites (cargado) de color rojo (gules) con la representación de 3 pajas de color amarillo (oro) puestas inclinadas desde la parte superior izquierda a la parte inferior derecha (en banda); el águila lleva encima y sin tocar (superada) la representación de un castillo, almenado, con sus tres torres, siendo la del medio más alta que el resto, de color amarillo (oro) y con la puerta y ventanas del mismo color que el campo del escudo (abierto), en este caso de azul (azur). Está acompañado en la parte superior de un timbre en forma de corona mural, que es la adoptada por la Generalidad de Cataluña para timbrar genéricamente a los escudos de los municipios, en este caso de villa, que básicamente es un lienzo de muralla, con 8 torres, 5 de ellas vistas.

## Historia

Escudo antiguo de Salás de Pallars. «De oro, un águila de dos cabezas, esployada, de sable, cargada de un escudito de gules, con tres pajas en banda, de oro. Al jefe, un castillo de azur aclarado de oro.».

Este blasón fue aprobado el 3 de diciembre de 1987 y publicado en el DOGC nº 932 de 28 de diciembre del mismo año. Sustituye al antiguo escudo municipal, que se solía representar con forma ibérica (cuadrilongo con punta redondeada), con el águila y el castillo, con la diferencia del fondo es de oro en lugar de azur, y el castillo de azur en lugar de oro.
El escudo de armas tradicional de Salás de Pallars es una composición de carácter arqueológicas de vasallaje, contiene el águila bicéfala de los condes de Pallars, con el escudete con las pajas (palla en catalán), que son las armas parlantes, ya que el castillo de Salás (del siglo XI, también representado en el escudo) perteneció a ese condado, más adelante marquesado.